# Under (restaurant)
Under is een restaurant in het Lindesnes in het uiterste zuiden van Noorwegen. Under is een woordspeling; het betekent 'wonder' in het Noors en 'onder' in het Engels. De eetzaal, ter grootte van 495 m² en met een capaciteit van 40 personen, ligt 5,5 meter onder zeeniveau. Het is het enige onderwaterrestaurant in Europa.
Het gebouw werd ontworpen door het Noorse architectenbureau Snøhetta, en opende in 2019. In 2020 en 2021 kreeg het een Michelinster.